# Чарлз Айвз
Чарльз Едвард Айвз (англ. Charles Edward Ives, 20 жовтня 1874, Данбері, Коннектикут — 19 травня 1954, Нью-Йорк) — американський композитор.

### Біографія
Айвз народився у сім'ї військового капельмейстера, засновника оркестру Данбері. Основи контрапункту та гармонії майбутній композитор вивчив під керівництвом батька, Джорджа Айвза. Музичні смаки юнака формувались під впливом пісень Стівена Фостера. Композиторські здібності проявив у дванадцятирічному віці. Можливо, любов до музичних експериментів Чарльзу прищепив батько. Він розвивав композиторські здібності сина, за допомогою доволі цікавих вправ: добирати акомпанемент до мелодії в іншій тональності, складати політональні канони та фуги, цілотонові п'єси, настроювати фортепіано по чвертьтонах.
З 14 років служив у церкві органістом, паралельно опановував гру на фортепіано, грав у оркестрі батька. Починаючи з 1894 року, вчився в Єльському університеті, де студіював музику в класі Х. Паркера. 1898 року закінчив університет та переїхав до Нью-Йорку. Почав працювати у страховій компанії, згодом заснував свою. Був переконаним, що творчість і заробляння грошей — різні речі, адже в такому випадку композитору доводиться писати те, що продається, а не творити по-справжньому. Весь вільний час приділяє написанню музики. З 1918 року в Айвза виявили хворобу серця, і він був змушений залишити музику, завершивши композиторську діяльність у 1927 році.

### Композиторська манера, стиль
Айвза можна сміливо назвати композитором-новатором свого часу. Він любив дисонанси і одним з перших випробував у своїй творчості чимало модерністських засобів: поліритмію, політональність, додекафонію, чвертьтонове письмо, кластери, алеаторику. Типово для Айвза цитування американського фольклору, гімнів, духовної музики. Яскраве вираження ця риса творчого почерку автора знаходить у творі «Четверте липня» (третя частина симфонії «Свята Нової Англії»). Мета композитора — відтворити реальну звукову картину святкової ходи, що він і досягає завдяки одночасному (але не ритмічному, дещо викривленому) звучанню цитат з пісень Громадянської війни та маршів Джона Філіпа Сузи. Айвз так химерно «ховає» популярні мелодії у музичній тканині, що впізнати їх можливо тільки при читанні партитури.
Надзвичайно цікава сторінка музичних експериментів мистця — використання різноманітних просторових ефектів. Найкращим прикладом такого твору є «Запитання без відповіді», 1908. На написання цієї композиції його надихнули експерименти батька, який шукав нові можливості звучання корнету на березі озера (поблизу їхнього дому). Це перше використання тиші, що звучить в американській музиці. Сам автор зазначав в партитурі: «Струнні грають весь час ррр без зміни темпу. Вони повинні відтворити „мовчання друїдів, котрі нічого не знають, не бачать і не говорять“. Труба інтонує „вічне запитання буття“ і промовляє його тим самим тоном щоразу». Композитор використовує кінематографічні прийоми: віддаляє події в часі та просторі (партії труби та флейти в партитурі не перетинаються; струнні слід розмістити віддалено від флейт та труби).
Його музика мала довгий шлях до свого слухача. Американці, виховані на розважальній музиці, закохані в «солодкий» романтизм П. Чайковського та С. Рахманінова, були не готові сприймати експериментально-інтелектуальне мистецтво Айвза. Його часто звинувачували в дилетантизмі за «нерегламентовані» дисонанси. Жодне видавництво не хотіло видавати його творів. На початку 1920-тих рр.. за власні кошти він видає сонату «Конкорд» та збірник «114 пісень».
Одним із улюблених жанрів Айвза була пісня (працює над жанром близько 40 років). Пісні композитора — своєрідний міжкультурний діалог: він кладе на музику власні тексти, переспівує відомі поезії (наприклад «Я не гніваюсь» Г. Гейне чи «В літніх полях» Г.Аллмерса, які у свій час переспівували Р. Шуман, Й. Брамс). Цікаво, що до збірки ввійшли 9 творів, які не призначені для публічного виконання. Це авторський приклад того, як не можна писати пісень, про зазначає Ч. Айвз у передмові. Ще одна особливість вокальної лірики музиканта — кілька пісень є перекладенням інструментальних творів для голосу з супроводом (до того в музичній практиці все було навпаки — композитори часто використовували пісенні мотиви у симфонічній творчості). Наприклад, п'єса «Озеро» поєднується з авторським текстом у пісні «Спогад».
Ще одна характерна особливість творчості Айвза — тяжіння до програмності, при чому детальної, конкретизованої текстом. Відомим є факт цікавого трактування пісень Шуберта, які композитор виконував на корнеті, а вірші роздавав слухачам. Видання деяких творів супроводжуються авторськими поясненнями-трактатами («Конкорд» та збірник «114 пісень»).
Композитор часто робив кілька редакцій своїх творів, тому у нотографії митця одні й ті ж композиції зазначені з різними датами.
Емоційно-образний світ музикант розуміє як систему опозицій: сила-слабкість, складність-простота, більшість — меншість, музика — звук, суть — манера. В естетичній системі сила духу знаходить вираження через складність музичної мови, щільність фактури, дисонантність гармонії, складність виконання. Справжнє мистецтво — те, яке потребує значних інтелектуальних і професійних зусиль. Проста і милозвучна музика недостойна людини. Айвз один з небагатьох творців, для якого точність виконання непринципова — адже помилки частина буття, яка має право існувати, особливо в музиці. Знамените прохання до переписувача, який намагався «підчистити» гармонію: «Не намагайтесь зробити все „мило“. Всі неправильні ноти — правильні».

### Відзнаки
- 1947 — Пулітцерівська премія за Третю симфонію

### Основні твори
- Варіації на Америка для орагну (1892)
- Цирковий оркестр (марш, який описує вхід циркового оркестру в містечко)
- Psalm settings (14, 42, 54, 67, 90, 135, 150) (1890s)[25]
- Струнний квартет No. 1, З Армії Спасіння (1897—1900)
- Симфонія No. 1, Ре-мінор (1898—1901)
- Симфонія No. 2 (Ives gave dates of 1899—1902; аналіз рукописів вказує на 1907—1909)[26]
- Симфонія No. 3, Табірні збори (1908–10)
- Центральний парк вночі для камерного оркестру (1906, 1909)
- Питання без відповіді для камерного ансамблю (1906; ред. 1934)
- Фортепіанна соната No. 1 (1909–16)
- Фортепіанне тріо (c. 1909–10, ред. c. 1914–15)
- Скрипкова соната No. 1 (1910–14; ред. c. 1924)
- Скрипкова соната No. 4, Дитячий день у Табірних зборах (1911–16)
- Симфонія: Свята Нової Англії (1904—1913)
- Увертюра «Robert Browning» (1911–14)
- Симфонія No. 4 (1912–18; rev. 1924–26)
- Струнний квартет No. 2 (1913–15)
- П'єси для камерного ансамблю згруповані як "Сет", часто називаються Мультфільми або Злети чи Пісні без слів (1906–18); включаючи Calcium Light Night
- Три місця у Новій Англії (оркестровий сет No. 1) (1910–14; ред. 1929)
- Скрипкова соната No. 2 (1914–17)
- Скрипкова соната No. 3 (1914–17)
- Оркестровий сет No. 2 (1915–19)
- Фортепіанна соната No. 2, Concord, Mass., 1840–60 (1916–19) (Айвз редагував її багато разів)
- Симфонія Всесвіту (незавершена, 1915–28, працював над симфонією аж до самої смерті у 1954 році)
- 114 Пісень (написані між 1887—1921 роками, опубліковані 1922 року)
- Три чвертьтонові п'єси для фортепіано (1923–24)
- Оркестровий сет No. 3 (незавершений, 1919–26, нотатки додані після 1934)